# Williamston (Carolina del Nord)
Williamston és una població dels Estats Units i seu del comtat de Martin a l'estat de Carolina del Nord. Segons el cens del 2000 tenia 5.843 habitants.

## Demografia
Segons el cens del 2000, Williamston tenia 5.844 habitants, 2.350 habitatges i 1.536 famílies. La densitat de població era de 609,7 habitants per km².
Dels 2.350 habitatges en un 31,3% hi vivien nens de menys de 18 anys, en un 35,4% hi vivien parelles casades, en un 26,5% dones solteres, i en un 34,6% no eren unitats familiars. En el 31,9% dels habitatges hi vivien persones soles el 16,1% de les quals corresponia a persones de 65 anys o més que vivien soles. El nombre mitjà de persones vivint en cada habitatge era de 2,38 i el nombre mitjà de persones que vivien en cada família era de 3.
Per edats la població es repartia de la següent manera: un 26,8% tenia menys de 18 anys, un 7,7% entre 18 i 24, un 23,2% entre 25 i 44, un 21,7% de 45 a 60 i un 20,7% 65 anys o més.
L'edat mediana era de 39 anys. Per cada 100 dones de 18 o més anys hi havia 65,7 homes.
La renda mediana per habitatge era de 22.925 $ i la renda mediana per família de 32.984 $. Els homes tenien una renda mediana de 28.661 $ mentre que les dones 20.337 $. La renda per capita de la població era de 14.125 $. Entorn del 22,8% de les famílies i el 29% de la població estaven per davall del llindar de pobresa.

## Poblacions més properes
El següent diagrama mostra les poblacions més properes.